# والری بایکوفسکی
والری بایکوفسکی (به انگلیسی: Valery Fyodorovich Bykovsky) فضانورد اهل اتحاد شوروی است که در ۲ اوت ۱۹۳۴ در پاولوفسکیی پوساد زاده شد. وی در مأموریت وستوک ۵، سایوز ۲۲، سایوز ۳۱ حضور داشته است. وی در ۲۷ مارس ۲۰۱۹ درگذشت.